# Ремінь

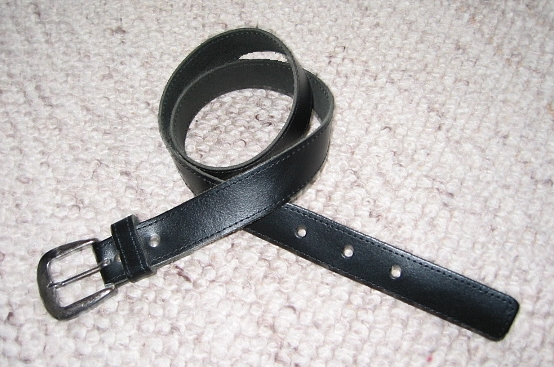
Ремінь

Ре́мінь — елемент одягу, що являє собою довгу шкіряну, ганчірну або кусково-металеву стрічку з металевою або (рідше) пластиковою застібкою (пряжкою) з передньої сторони. Часто споряджається пересувним шкіряним або металевим хомутиком. У наш час слугує винятково для підтримки штанів, джинсів та інших елементів одягу ніг, практично втративши своє початкове призначення — вдягатися поверх кунтуша або іншого верхнього одягу.

## Історія
Ремені початково, з часів бронзової доби, були частиною чоловічого одягу. Обидві статі використовують їх від випадку до випадку, в залежності від поточної моди. У західному світі, ремені були поширеніші у чоловіків, за винятком раннього середньовіччя, та наприкінці 17 століття в Мантуї.
Протягом другої половини 19-го століття, і аж до Першої Світової війни, пояс був і декоративним, і утилітарним предметом одягу, особливо серед офіцерів. У збройних силах Пруссії, царської Росії і інших країн Східної Європи, носіння ременя було правилом, якого повинен був дотримуватися кожен офіцер. При цьому за статутом вони були зобов'язані носити вкрай жорсткі, широкі пояси на талії, як для підтримки шаблі, так і з естетичних міркувань. Щільно затягнуті ремені забезпечували привабливість статури, підкреслюючи широкі плечі. Також, часом, пояси слугували лише для підкреслення талії: ця практика була поширена під час Кримської війни. Тогочасні політичні карикатури часто зображують тонку талію воїнів, викликаючи таким чином комедійний ефект, а деякі сатиричні малюнки показують офіцерів наче в корсеті.
У наш час люди почали носити ремені в 1920 році, а талія штанів впала до нижньої лінії. До 1920-х років, ремені слугували головним чином для декоративних цілей, і були пов'язані з військом. Сьогодні ремінь є спільною частиною одягу для чоловіків і жінок.
З середини 1990-х років серед підлітків існує мода на провисання, яка походить із тюремної субкультури: її спричинює заборона на носіння поясів у в'язниці для запобігання їхньому використанню як зброї та пристроїв для самогубства.

## Галерея

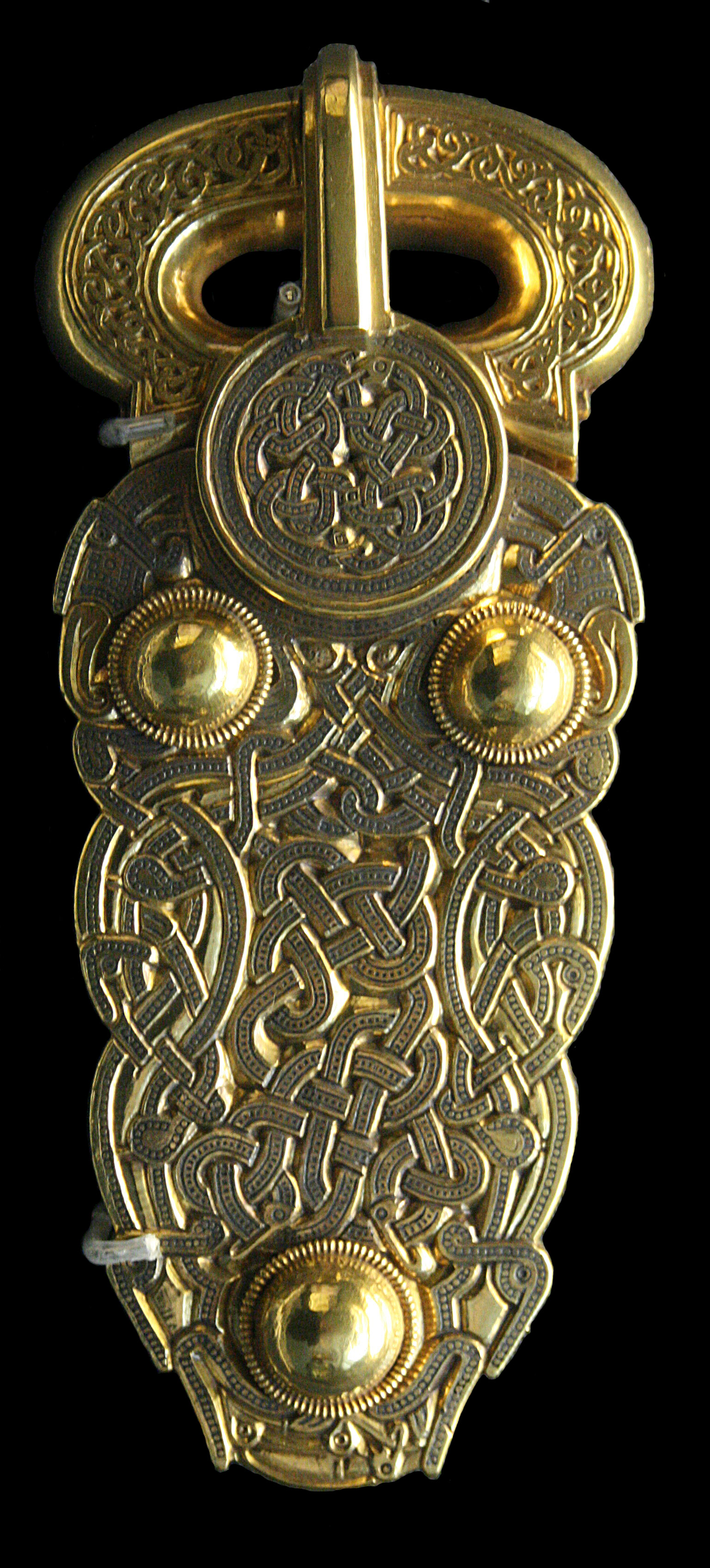
Пряжка ременя
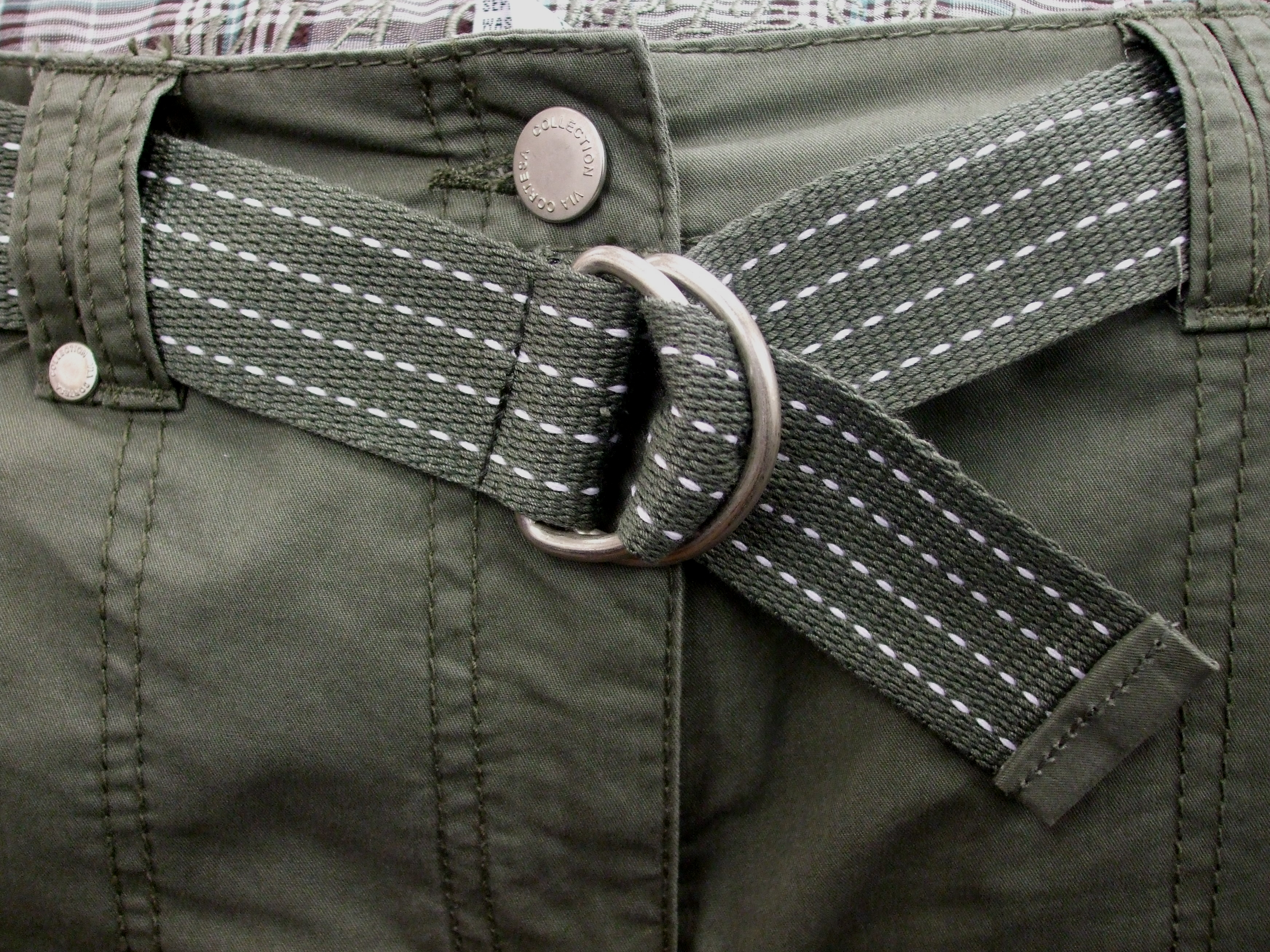
Ремінь із тканини
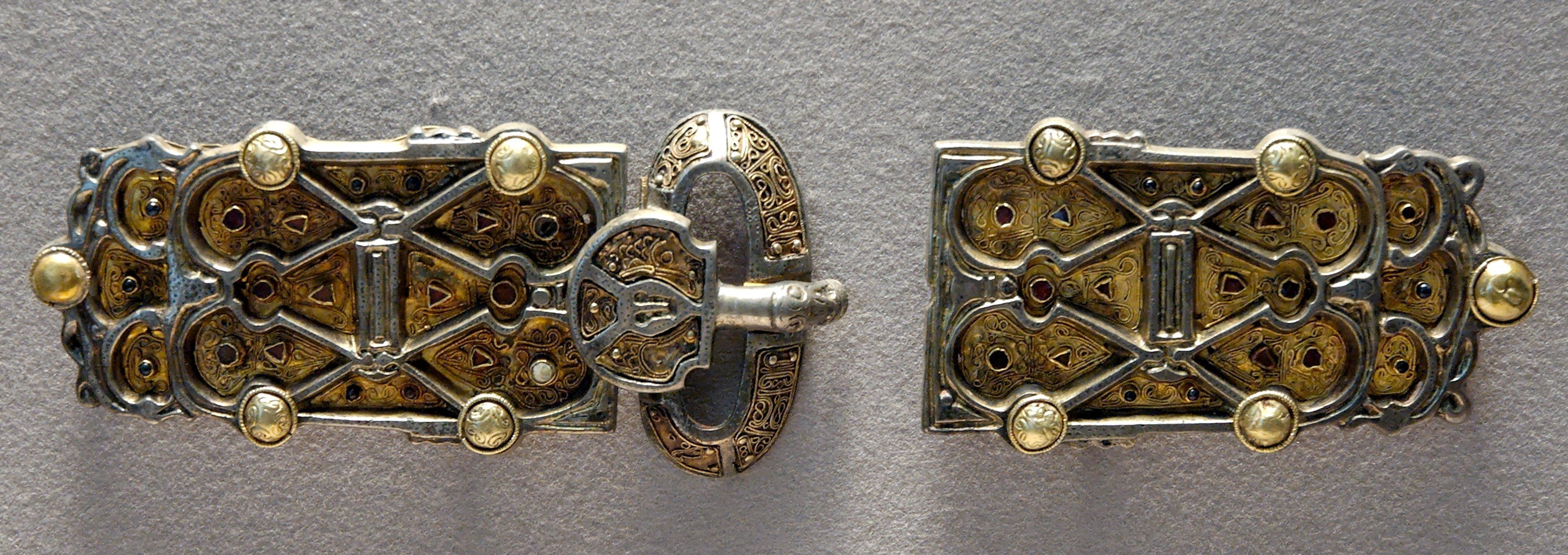
Старовинний ремінь. Лувр. Париж.
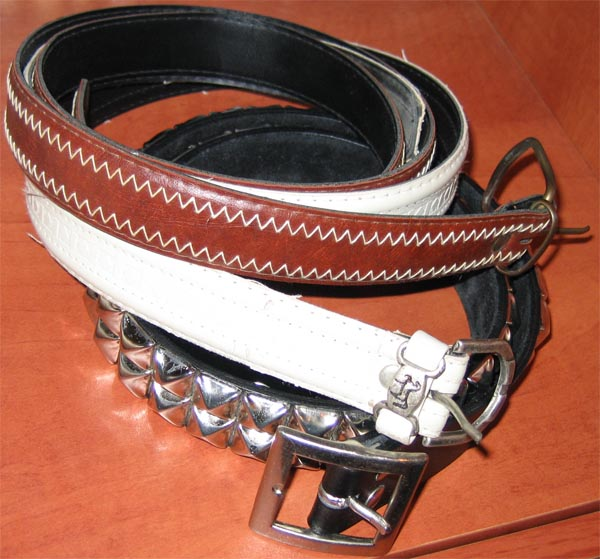
Ремінь як модний аксесуар